# Nilli Lavie
Nilli Lavie, FBA, es académica, psicóloga y neurocientífica con doble nacionalidad británico-israelí.
Profesora de Psicología y Ciencias del Cerebro y Directora del laboratorio de Atención y Control Cognitivo en el Instituto de Neurociencia Cognitiva del University College London, es miembra electa de la Academia Británica, la Sociedad Americana de Psicología, la Sociedad Real de Biología y la Sociedad Británica de Psicología.
Miembro honorario vitalicio de la Sociedad de Psicología Experimental del Reino Unido, es conocida por proporcionar una resolución al debate de 40 años sobre el papel de la atención en el procesamiento de la información y como creadora de la teoría de la carga perceptiva de la atención, la percepción y el control cognitivo.

## Biografía y educación
Lavie obtuvo una licenciatura en Psicología y Filosofía de la Universidad de Tel Aviv en 1987 y completó un doctorado en Psicología Cognitiva en la Universidad de Tel Aviv en 1993.
A mediados de los noventa recibió la beca Miller para formación postdoctoral en UC Berkeley, que realizó en el laboratorio de Anne Treisman. Después de su formación posdoctoral, se mudó al Reino Unido, donde se casó con el difunto Jon Driver y ocupó su primer puesto docente en la Unidad de Psicología Aplicada del MRC (ahora la Unidad de Cognición y Ciencias del Cerebro ), Cambridge, Reino Unido. A fines de 1995 se unió a UCL, donde trabaja actualmente y ha escrito más de 100 artículos científicos.

## Premios y honores
Ha recibido un Premio de la Sección Cognitiva de la Sociedad Británica de Psicología por su destacada contribución a la investigación en 2006. En 2011, fue seleccionada como "mujer inspiradora" en la campaña WISE (Mujeres en la Ciencia, la Ingeniería y la Construcción).[cita requerida] En 2012, recibió el premio Mid-Career Award de la Sociedad de Psicología Experimental.
Fue nombrada 'Campeona Académica' en UCL ( división PALS ) (2012). También fue seleccionada como modelo académico a seguir en la Facultad de Ciencias de la Vida de la UCL (2012).

## Investigación
La investigación de Lavie se refiere a los efectos de la carga de información sobre los mecanismos cerebrales, las funciones psicológicas (percepción, consciencia, memoria y emoción) y el comportamiento. Esta investigación está guiada por el marco de su Teoría de la Carga de la atención y del control cognitivo. Lavie propuso originalmente la Teoría de la Carga a mediados de los noventa para resolver el debate sobre el "lugar de la selección atencional".
La Teoría de la Carga ofreció un nuevo enfoque sobre la naturaleza del procesamiento de la información que reconcilia los puntos de vista aparentemente contradictorios en este debate sobre el tema de los límites de capacidad frente a la automaticidad del procesamiento. En la Teoría de la Carga, el procesamiento de información perceptual tiene una capacidad limitada, pero el procesamiento procede automáticamente con toda la información dentro de su capacidad. La teoría hizo una importante contribución a la comprensión del impacto de la atención en el procesamiento de la información, la percepción visual y la conciencia. Explica cómo las personas usan su memoria de trabajo durante la realización de tareas y las formas en que las personas pueden ejercer control cognitivo sobre su percepción, atención y comportamiento.

## En los medios
Lavie ha hecho numerosas apariciones en los medios (enlace roto disponible en Internet Archive; véase el historial, la primera versión y la última). en muchos programas de documentales científicos de televisión, entrevistas y artículos en medios impresos y electrónicos británicos, incluidos BBC One, BBC Two, BBC News, Channel 4, The Guardian, The Times, The Independent, New Scientist, The Daily Telegraph , así como medios de comunicación internacionales.